# Basquetebol em cadeiras de rodas nos Jogos Parapan-Americanos de 2019
As competições de Basquetebol em cadeira de rodas nos Jogos Parapan-Americanos de 2019 serão realizadas em Lima, na Villa Desportiva Nacional.
Os dois finalistas do torneio feminino e os três medalhistas do torneio masculino estarão qualificados para os Jogos Paralímpicos de Tóquio 2020. 
Serão disputados 2 eventos (masculino e feminino), contando com a participação de 192 jogadores de 9 países participantes.
| MASCULINO - ARG Argentina - BRA Brasil - CAN Canadá - COL Colômbia - USA Estados Unidos - MEX México - PER Peru(Anfitrião) - PUR Porto Rico | FEMININO - ARG Argentina - BRA Brasil - CAN Canadá - CHI Chile - COL Colômbia - USA Estados Unidos - MEX México - PER Peru(Anfitrião) |

## Medalhistas
| Evento             | Ouro | Prata | Bronze |
| ------------------ | ---- | ----- | ------ |
| Masculino detalhes |      |       |        |
| Feminino detalhes  |      |       |        |